# كين سميث (لاعب كرة سلة مواليد 1953)
كين سميث (بالإنجليزية: Ken Smith)‏ مواليد 12 يوليو 1953، هو لاعب كرة سلة أمريكي سابق. تم اختياره من قبل فريق هيوستن روكتس خلال الدرافت. حمل الرقم 52. يبلغ طوله 6 قدم 7 بوصة (2.0 م). لعب مع سان أنطونيو سبرز في الدوري الأمريكي لكرة السلة للمحترفين.

## روابط خارجية
- كين سميث على موقع سبورتس رفرنس (الإنجليزية)
- كين سميث على موقع كلية كرة السلة في سبورتس رفرنس.كوم (الإنجليزية)
- كين سميث على موقع ريلجم (الإنجليزية)
- كين سميث على موقع بروبوليرز (الإنجليزية)